# Friends & Legends
Friends & Legends es el segundo álbum de estudio del músico estadounidense Michael Stanley. Fue publicado en noviembre de 1973 por MCA Records.

## Grabación y producción
Producido por Bill Szymczyk, Friends & Legends se grabó en los estudios Applewood, en Golden, Colorado y en The Hit Factory, en la ciudad de Nueva York. Las mezclas se llevaron a cabo en los estudios Caribou Ranch, en Nederland, Colorado, y en The Hit Factory, en la ciudad de Nueva York, mientras que la masterización del álbum se llevó a cabo en los estudios Sterling Sound, en Nashville, Tennessee. Szymczyk y Allan Blazek se desempeñaron como ingenieros de audio. De acuerdo a Stanley, “No hubo ensayos, simplemente me sentaba en medio del estudio, tocaba la canción con la guitarra acústica unas cuantas veces y todos hacían un arreglo... Un par de horas y ya tenías una pista, no perfecta, pero inspirada, que es de lo que debería tratarse... Las ocho voces principales se hicieron en una tarde, una tras otra... Todavía amo las pistas de este disco y me encantaría tener otra oportunidad de cantarlas...”

## Relanzamientos
En 1993, el sello discográfico Razor & Tie reeditó Friends & Legends por primera vez en CD.

## Recepción de la crítica
Un escritor no especificado de la revista Billboard declaró: “Más que otro escritor y cantante relajado, Stanley es un artista de álbumes muy versátil con muchos enfoques originales y debería viajar mucho para establecer una identidad”.

## Lista de canciones
Todas las canciones escritas y compuestas por Michael Stanley, excepto donde esta anotado. 
| Lado uno |                                  |                            |          |  |
| N.º      | Título                           | Escritor(es)               | Duración |  |
| 1.       | «Among My Friends Again»         |                            | 2:41     |  |
| 2.       | «Help!»                          | John Lennon Paul McCartney | 4:18     |  |
| 3.       | «Yours for a Song»               |                            | 3:28     |  |
| 4.       | «Let's Get the Show on the Road» |                            | 7:31     |  |

| Lado dos |                                                              |                                                                   |          |  |
| N.º      | Título                                                       | Escritor(es)                                                      | Duración |  |
| 1.       | «Just Keep Playing Your Radio»                               |                                                                   | 2:42     |  |
| 2.       | «Roll On»                                                    |                                                                   | 3:59     |  |
| 3.       | «Bad Habits»                                                 |                                                                   | 3:40     |  |
| 4.       | «Funky Is the Drummer» (featuring The Paul Harris Explosion) | Stanley Joe Walsh Paul Harris Kenny Passarelli P. Bigby B. Lawson | 2:57     |  |
| 5.       | «Poets' Day»                                                 |                                                                   | 6:42     |  |

## Créditos y personal
Créditos adaptados desde las notas de álbum de Friends & Legends.
Músicos
- Michael Stanley – guitarra de seis y doce cuerdas, voz principal
- Joe Walsh – guitarra eléctrica, guitarra de seis y doce cuerdas, sintetizador ARP
- Paul Harris – piano, órgano, clavinet, verduras
- Joe Vitale – batería, flauta, sintetizador ARP, coros
- Kenny Passarelli – bajo eléctrico
- Al Perkins – guitarra de acero con pedal
- Joe Lala – congas, timbales, percusión
- Jon Bendis – guitarra acústica
- Dave Sanborn – saxofón alto
- Bill Szymczyk – percusión
- Tasha Thomas, Lani Groves, Carl Hall, Richie Furay, Dan Fogelberg – coros

Personal técnico
- Bill Szymczyk – productor, ingeniero de audio
- Allan Blazek – ingeniero de audio
- Tumbleweed Grafix, Inc. – diseño de portada
- Thomas P. Fowler – director artístico
- John P. Brink – fotografía

## Posicionamiento
| Gráfica (1974)                                        | Pico de posición |
| ----------------------------------------------------- | ---------------- |
| Estados Unidos (Billboard Bubbling Under the Top LPs) | 207              |